# 中國香港體育協會暨奧林匹克委員會
中国香港體育協會暨奧林匹克委員會（英語：Sports Federation & Olympic Committee of Hong Kong, China），簡稱港協暨奧委會，是代表香港的體育組織，屬國際奧林匹克委員會成員，會址在奧運大樓。現時會長是霍震霆。港協暨奧委會是國際奧委會、亞奧理事會及東亞運動會總會會員，並負責籌組香港代表團參加世界性及国家级大型運動會，包括奧運會、亞運會、東亞運動會及中國全國運動會。港協暨奧委會合共有74個本地體育總會會員。港協暨奧委會設有1名會長，8名副會長，1名義務秘書長，兩名義務副秘書長和1名義務司庫，總部設於香港大球場側的奧運大樓。

## 歷史

港英时期的会徽，该会徽一直使用至1997年香港回归

二戰結束後，體育人才薈萃香港，香港業餘體育協會（港協）早於1950年11月24日正式成立。在港協的基礎上，香港業餘體育協會暨奧林匹克委員會（港協暨奧委會）(英語： The Amateur Sports Federation & Olympic Committee of Hong Kong)於1951年7月正式成立，並先後以國家奧委會身分加入國際奧林匹克委員會、亞洲運動會及英聯邦運動會。
港協暨奧委會其中一項重要職責，是甄選和組織香港運動員參加國際綜合項目運動會比賽。1952年，赫爾辛基第15屆奧運會中，香港運動員終於首次以香港名義競賽於奧運會場上。香港男子草地滾球隊和田徑跑手西維亞，更分别於1954年舉行的溫哥華第5屆英聯邦運動會和馬尼拉第2屆亞運會，為香港取得國際綜合項目運動會獎牌。1964年東京奧運會，奧運聖火更首次在香港傳遞。香港男子草地滾球隊於1970年在愛丁堡舉行的英聯邦運動會，為香港贏取首面國際綜合項目運動會的金牌；保齡球的車菊紅於1986年漢城第10屆亞運會，贏取香港首面亞運金牌；李麗珊於1996年亞特蘭大第26屆奧運會中，更把香港運動員的名字首次地刻在奧運的金牌榜中，並且歷史性升起英治時期香港旗和奏起英國國歌。這些體育成就都肇始於由港協暨奧委會在香港長期所推動的「全民運動」。
1958年，港協暨奧委會從日本引入「全民體育節」的概念，在香港首辦體育節，讓全港市民也可參與運動，除了強身健體，更重要的是讓廣大群眾接觸奧林匹克精神。當年市民忙於為口奔馳、體育還是小眾參與的年代，港協暨奧委會主動以一己之力來舉辦香港體育節，在當時被視為一大突破，提倡「全民運動」，至今已有54年歷史。此外，港協暨奧委會於1987年開始舉辦奧運歡樂跑（2010年易名為奧運日暨奧運歡樂跑），2000年接手主辦被譽為體壇奧斯卡的香港傑出運動員選舉。
1997年香港主權移交后，港協暨奧委會改名為「中国香港業餘體育協會暨奧林匹克委員會」( The Amateur Sports Federation & Olympic Committee of Hong Kong, China)，並首度派出代表團參與在上海舉辦的第8屆全國運動會，單車好手黃金寶取得香港在全運會的首面金牌。會長霍震霆和義務秘書長彭冲於1998年正式上任，港協暨奧委會也於1999年修章，並刪除會名中的「業餘」二字，與時並進。港協暨奧委會在2000年2月向亞洲奧林匹克理事會提交意向書，申辦2006年亞洲運動會。惟卡塔爾多哈在11月12日於韓國釜山舉行之亞洲奧林匹克理事會全體會議上，擊敗香港取得2006年亞洲運動會主辦權，香港申辦亞運失敗。其會長霍震霆在2001年成為首位來自香港的國際奧委會委員，於2004年雅典奧運會中，李靜及高禮澤取得香港移交交後首面奧運會獎牌。2005年，奧運大樓成為港協暨奧委會總部後，香港運動員就業及教育計劃和香港運動禁藥委員會於2008年成立，標誌著港協暨奧委會邁向新的里程碑。北京成功取得2008年奧運主辦權其中部分項目在香港舉行行，香港也由此躋身全球為數不多的奧運城市，舉辦了當屆備受讚譽的奧運馬術比賽。而香港運動員在2009年香港東亞運動會及其後於2010年廣州亞運會接連取得歷史性佳績，更令港人鼓舞。2021年7月26日，男子花劍選手張家朗在東京奧運會中為港隊斬獲移交後奧運首金，亦是港隊史上第二枚奧運金牌。其後的2024年夏季奧林匹克運動會，女子花劍選手江旻憓於7月28日為港隊奪得女子個人重劍比賽金牌。一日後，張家朗再次奪得男子個人花劍金牌，成為香港首位連續兩屆奪取奧運金牌的香港運動員。今次奧運會亦是香港史上首次連續兩屆夏季奧運都奪得至少一枚金牌，及首次於同屆奧運取得多於一面金牌。游泳選手何詩蓓在今屆奧運會奪得兩面銅牌，加上東京奧運的兩面銀牌，成為目前為止，香港獲得最多奧運獎牌的運動員。

## 體制

### 歷任會長
| 任 | 姓名                             | 就任           | 離任          | 參考        |
| -- | -------------------------------- | -------------- | ------------- | ----------- |
| 1  | 摩士 Arthur Morse                | 1950年11月24日 | 1951年7月31日 | [ 3 ]       |
| 2  | 沙理士 Arnaldo de Oliveira Sales | 1951年7月31日  | 1998年3月24日 | [ 2 ] [ 4 ] |
| 3  | 霍震霆 Timothy Fok Tsun-ting     | 1998年3月24日  | 現任          | [ 4 ]       |

### 會員
只有港協暨奧委會的成員組織才能派出運動員代表香港參與由亞洲奧林匹克理事會或國際奧林匹克委員會舉辦的大型運動會，例如亞洲運動會及奧林匹克運動會。香港傑出運動員選舉亦只接受港協暨奧委會的會員組織提名運動員參選，因此過去有知名運動員一直無法參與該選舉。

#### 會員列表
更新至2024年8月6日。
| 次序 | 組織                               | 運動項目                   | 成立年份 | 加入年份 |
| ---- | ---------------------------------- | -------------------------- | -------- | -------- |
| 1    | 域多利遊樂會                       | 不適用                     | 1849     |          |
| 2    | 南華體育會                         | 不適用                     | 1910     |          |
| 3    | 香港中華基督教青年會               | 不適用                     | 1901     |          |
| 4    | 中國香港田徑總會有限公司           | 田徑                       | 1951     |          |
| 5    | 中國香港劍擊總會                   | 劍擊                       | 1949     |          |
| 6    | 中國香港體操總會                   | 體操                       | 2003     |          |
| 7    | 中國香港手球總會有限公司           | 手球                       | 2002     |          |
| 8    | 中國香港賽艇協會                   | 賽艇                       | 2003     |          |
| 9    | 中國香港游泳總會                   | 游泳                       | 1950     |          |
| 10   | 中國香港舉重健力總會有限公司       | 舉重、健力                 | 2002     |          |
| 11   | 中國香港射箭總會                   | 射箭                       | 1972     |          |
| 12   | 中國香港羽毛球總會有限公司         | 羽毛球                     | 1934     |          |
| 13   | 中國香港籃球總會有限公司           | 籃球                       |          |          |
| 14   | 中國香港拳擊總會有限公司           | 拳擊                       | 1955     |          |
| 15   | 中國香港獨木舟總會有限公司         | 獨木舟                     | 1973     |          |
| 16   | 中國香港單車總會有限公司           | 單車                       | 1960     |          |
| 17   | 中国香港足球總會有限公司           | 足球                       | 1914     |          |
| 18   | 中國香港曲棍球總會                 | 曲棍球                     | 1933     |          |
| 19   | 中國香港馬術總會                   | 馬術                       | 1973     |          |
| 20   | 中國香港柔道總會                   | 柔道                       | 1970     |          |
| 21   | 中國香港排球總會有限公司           | 排球                       | 1959     |          |
| 22   | 中國香港草地滾球總會               | 草地滾球                   | 1961     |          |
| 23   | 中國香港小型足球總會有限公司       | 硬地小型足球               |          |          |
| 24   | 中国香港射击联合总会               | 射擊                       | 1994     |          |
| 25   | 中國香港壘球總會                   | 壘球                       | 1937     |          |
| 26   | 中國香港乒乓總會有限公司           | 乒乓球                     | 1936     |          |
| 27   | 中国香港网球总会有限公司           | 網球                       | 1909     |          |
| 28   | 中國香港帆船運動總會               | 帆船                       | 1962     |          |
| 29   | 中國香港保齡球總會有限公司         | 保齡球                     | 1968     |          |
| 30   | 中國香港武術聯會有限公司           | 武術                       | 1987     |          |
| 31   | 中國香港欖球總會                   | 欖球                       | 1952     |          |
| 32   | 中國香港壁球總會                   | 壁球                       | 1961     |          |
| 33   | 中国香港三项铁人总会有限公司       | 三項鐵人                   | 1960     |          |
| 34   | 中国香港棒球總會有限公司           | 棒球                       | 1992     |          |
| 35   | 中國香港滑浪風帆會                 | 滑浪風帆                   | 1979     |          |
| 36   | 中國香港高爾夫球協會有限公司       | 高爾夫球                   | 1968     |          |
| 37   | 中國香港空手道總會有限公司         | 空手道                     | 1974     |          |
| 38   | 中國香港劍道協會有限公司           | 劍道                       |          |          |
| 39   | 中國香港少年棒球聯盟有限公司       | 少年棒球聯盟（棒球、壘球） | 1972     |          |
| 40   | 中國香港學界體育聯會               | 不適用                     | 1997     |          |
| 41   | 中國香港傷殘人士體育協會           | 傷殘人士體育               | 1972     |          |
| 42   | 中國香港智障人士體育協會           | 智障人士體育               | 1978     |          |
| 43   | 中國香港中國國術龍獅總會有限公司   | 龍獅                       | 1969     |          |
| 44   | 中國香港跆拳道協會有限公司         | 跆拳道                     | 1967     |          |
| 45   | 中國香港定向總會有限公司           | 定向                       | 1981     |          |
| 46   | 中國香港冰球協會有限公司           | 冰球                       | 1980     |          |
| 47   | 中國香港滑冰聯盟有限公司           | 滑冰                       | 1960     |          |
| 48   | 中國香港大專體育協會               | 不適用                     | 1961     |          |
| 49   | 中國香港滾軸運動及滑板總會有限公司 | 滾軸                       |          |          |
| 50   | 中国香港板球                       | 板球                       |          |          |
| 51   | 中國香港體育舞蹈總會有限公司       | 體育舞蹈                   | 1996     |          |
| 52   | 中國香港攀山及攀登總會             | 攀石、登山運動             | 1984     |          |
| 53   | 中國香港龍舟總會                   | 龍舟                       |          |          |
| 54   | 中國香港桌球總會有限公司           | 撞球                       |          |          |
| 55   | 中國香港象棋總會                   | 象棋                       | 1952     |          |
| 56   | 中國香港投球有限公司               | 籃網球                     | 1979     |          |
| 57   | 中國香港足毽總會有限公司           | 足毽                       |          |          |
| 58   | 香港聾人福利促進會                 | 不適用                     |          |          |
| 59   | 中國香港圍棋協會有限公司           | 圍棋                       |          |          |
| 60   | 中國香港橋牌協會有限公司           | 橋牌                       |          |          |
| 61   | 中國香港體適能總會有限公司         | 不適用                     |          |          |
| 62   | 中國香港潛水總會有限公司           | 潛水                       |          |          |
| 63   | 中國香港小型賽車總會有限公司       | 小型賽車                   |          |          |
| 64   | 中國香港健美總會                   | 健美                       |          |          |
| 65   | 中國香港運動醫學科學學會有限公司   | 不適用                     |          |          |
| 66   | 中國香港門球總會有限公司           | 門球                       |          |          |
| 67   | 中國香港滑翔傘協會有限公司         | 飛行運動                   |          |          |
| 68   | 中國香港飛行總會有限公司           | 飛行運動                   |          |          |
| 69   | 中国香港飞盘总会有限公司           | 飛盤                       |          |          |
| 70   | 中國香港拯溺總會                   | 水上救生                   |          |          |
| 71   | 中國香港滑水總會有限公司           | 滑水                       |          |          |
| 72   | 中國香港滑雪總會有限公司           | 滑雪                       |          |          |
| 73   | 中國香港泰拳理事會有限公司         | 泰拳                       |          |          |
| 74   | 中國香港合球總會有限公司           | 合球                       |          |          |
| 75   | 中國香港木球總會有限公司           | 活木球                     |          |          |
| 76   | 中國香港健身氣功總會有限公司       | 健身氣功                   |          |          |
| 77   | 中國香港拔河總會有限公司           | 拔河                       |          |          |
| 78   | 中国香港棍网球总会有限公司         | 棍網球                     | 1993     |          |
| 79   | 中國香港汽車會                     | 賽車                       | 1918     | 2017     |
| 80   | 中國香港啦啦隊總會有限公司         | 啦啦隊                     |          |          |
| 81   | 中國香港電競總會有限公司           | 電競                       |          |          |
| 82   | 中國香港群眾體育聯會有限公司       | 不適用                     |          |          |
| 83   | 中國香港國際象棋總會有限公司       | 國際象棋                   |          |          |
| 84   | 中國香港閃避球總會有限公司         | 閃避球                     |          |          |
| 85   | 中國香港合氣道總會有限公司         | 合氣道                     |          |          |

### 引用
1. 1 2  .   [2023-06-19]. （原始内容存档于2023-06-19） （美国英语）.
2. 1 2  〈香港體協會十一日開會〉，《大公報》第六頁，1951年7月5日
3. ↑  〈港體協會改選 只餘兩個職位有競爭〉，《工商晚報》第四頁，1951年7月29日
4. 1 2  Sallay, Alvin. . 南華早報. 1998-01-21.
5. 1 2  . 香港01. 2018-01-18  [2018-05-27]. （原始内容存档于2018-05-28）.
6. ↑  . 中國香港體育協會暨奧林匹克委員會.   [2024-08-06]. （原始内容存档于2024-11-02）.

## 外部連結
- 中國香港體育協會暨奧林匹克委員會（页面存档备份，存于） 官方网站